# 遣支艦隊
遣支艦隊（日语：／ Kenshi Kantai ?）是旧日本海軍的一种舰队编制，主要在中国的近海及内河活动。当时日本普遍称呼中国为“支那”，故有此名。

## 第一次编成
1917年12月，日本海军设立第7战队，驻留上海。1918年8月10日，第7战队（时辖防护巡洋舰千歲，炮舰宇治、鸟羽、伏见、隅田、嵯峨）独立编为遣支舰队。1919年8月9日，遣支舰队又更名为第一遣外艦隊，继续以上海为基地，进行警戒。

## 中国方面舰队
1932年一·二八事變爆发，日军开始紧急向中国增派军力。事变爆发时日军在华本有第一、第二遣外艦隊两支舰队编制，在此基础上两支舰队分别扩充为第三、第四艦隊。1937年，以七七事变为标志，抗日战争全面爆发，日军成立中國方面艦隊（日语：支那方面艦隊）以统一指挥在华海军兵力。1938年初日军在中国方面舰队旗下进一步建立第五艦隊投入中国战场。1939年11月15日，中国方面舰队下辖三支舰队改名为第一、第二、第三遣支舰队。

### 第一遣支舰队
由原第三舰队改名而来，继续以上海为基地，在长江流域活动。主力为驻扎在武汉的汉口方面特别根据地队的陆战队，以及配备各式炮舰、用以确保长江流域安全的第11战队，此外还有若干驻留九江、南京的地面部队。
1942年1月15日，汉口方面特别根据地队（简称汉口特根）降格为汉口警备队；1943年8月20日，第一遣支舰队全体降格为扬子江方面特别根据地队（简称扬子江特根）。部队虽然级别降低，但任务并没有变化，依旧是护卫武汉、九江、南京等据点的安全，确保长江航路的正常。战争末期扬子江特根的炮舰几乎损失殆尽，基本只进行陆战，直到战争结束。

#### 1939年11月15日，改称时
- 第11战队：安宅（日语：安宅 (砲艦)）、鸟羽（日语：鳥羽 (砲艦)）、势多（日语：勢多 (砲艦)）、比良（日语：比良 (砲艦)）、保津（日语：保津 (砲艦)）、坚田（日语：堅田 (砲艦)）、热海（日语：熱海 (砲艦)）、二见（日语：二見 (砲艦)）、伏见（日语：伏見 (伏見型砲艦)）
- 汉口方面特别根据地队
- 九江基地队

#### 1941年12月10日，太平洋战争爆发
- 宇治、安宅、势多、比良、保津、坚田、热海、二见、伏见、隅田（日语：隅田 (伏見型砲艦)）
- 附属：汉口方面特别根据地队、九江基地队

#### 1942年7月14日，中途岛海战后
- 宇治、安宅、势多、比良、保津、坚田、热海、二见、伏见、隅田
- 附属：汉口警备队、九江警备队

#### 历任司令长官
1. 谷本馬太郎海军中将：1939年11月15日 -
2. 細萱戊子郎海军中将：1940年11月15日 -
3. 小松輝久（日语：小松輝久）海军中将：1941年7月5日 -
4. 牧田覚三郎（日语：牧田覚三郎）海军中将：1942年2月14日 -
5. 遠藤喜一海军中将：1943年3月9日 -（降格为扬子江特根时转出）

#### 历任参谋长
1. 堀内茂礼海军少将：1939年11月15日 -
2. 一瀬信一（日语：一瀬信一）海军少将：1940年10月15日 -
3. 小暮軍治海军少将：1942年7月25日 -（降格为扬子江特根时转出）

### 第二遣支舰队
前身为第五舰队，改称后继续以广州为基地在华南进行活动。原本拥有着一个水雷戰隊的实力，太平洋战争前夕替换成了较弱的兵力。地面部队方面，原本下辖3个根据地队，1941年4月10日海南岛特别根据地队升格为警備府，脱离了舰队编制。太平洋战争爆发不久日军即占领了香港，广东方面特别根据地队转移到香港，并且舰队司令部直到日本战败为止也都设在香港。战争末期水面舰艇几乎完全损失，舰队大体以香港、厦门为中心进行地面行动。

#### 1939年11月15日，改称时
- 第15战队：鳥海
- 第5驱逐队：朝风（日语：朝風 (2代神風型駆逐艦)）、春风（日语：春風 (2代神風型駆逐艦)）、松风（日语：松風 (2代神風型駆逐艦)）、旗风（日语：旗風 (駆逐艦)）
- 第21驱逐队：初春、子日（日语：子日 (初春型駆逐艦)）、初霜、若叶（日语：若葉 (初春型駆逐艦)）
- 第3联合航空队：第14、15航空队
- 附属：广东方面特别根据地队、厦门方面特别根据地队、海南岛方面特别根据地队

#### 1941年12月10日，太平洋战争爆发
- 第15战队：五十鈴、嵯峨（日语：嵯峨 (砲艦)）、桥立（日语：橋立 (砲艦)）
- 鹎（日语：鵯 (水雷艇)）、鹊（日语：鵲 (水雷艇)）
- 第4扫海队
- 附属：广东方面特别根据地队、厦门方面特别根据地队

#### 1942年7月14日，中途岛海战后
- 嵯峨、桥立、鹎、鹊
- 香港方面特别根据地队
  - 香港港务部、广东警备队
- 附属：厦门警备队

#### 1944年4月1日，战时编制制度改定
- 嵯峨、桥立、舞子（日语：舞子 (砲艦)）、初雁（日语：初雁 (水雷艇)）
- 香港方面特别根据地队
  - 香港港务部、广东警备队
- 厦门方面特别根据地队

#### 1944年8月15日，菲律賓海海戰后
- 嵯峨、舞子、初雁
- 香港方面特别根据地队
  - 香港港务部、广东警备队
- 厦门方面特别根据地队

#### 1945年6月1日，战败前夕
- 舞子、初雁、第102号扫雷艇
- 香港方面特别根据地队
  - 香港港务部、广东警备队
- 厦门方面特别根据地队
- 附属：满珠（日语：択捉型海防艦）
  - 第314、327设营队

#### 历任司令长官
1. 高須四郎中将：（改称前）1939年9月29日 -
2. 泽本赖雄（日语：沢本頼雄）中将：1940年10月15日 -
3. 新見政一中将：1941年4月4日 -
4. 原清（日语：原清 (海軍軍人)）中将：1942年7月14日 -
5. 副島大助中将：1943年6月21日 -
6. 藤田類太郎中将：1945年4月25日 -（战败）

#### 历任参谋长
1. 原忠一少将：1939年11月15日 -
2. 安場保雄少将：1941年8月13日 -
3. 小畑長左衛門少将：1942年9月1日 -
4. 大熊譲少将：1943年10月19日 -（战败）

### 第三遣支舰队
原第四舰队，一直以青岛为基地在华北一带活动。改称时华北的水上作战活动已经告一段落，故此仅维持最小限度的水面舰艇。陆地方面，管辖青岛方面特别根据地队，单独对青岛一带进行巡逻警戒。1942年1月15日，为了支援日军的南方作战，调走了部分陆战队兵力，青岛特根降格为警备队。1942年4月10日，舰队解散，剩下的兵力全部并入青岛警备队。青岛警备队直到战争结束为止都一直在山东一带活动。

#### 1939年11月15日，改称时
- 第12战队：瑞穗、首里丸
  - 第21水雷队：千鸟（日语：千鳥 (千鳥型水雷艇)）、真鹤（日语：真鶴 (千鳥型水雷艇)）、友鹤（日语：友鶴 (水雷艇)）、初雁（日语：初雁 (水雷艇)）
- 附属：青岛方面特别根据地队、雉（日语：雉 (鴻型水雷艇)）

#### 1941年12月10日，太平洋战争爆发
- 磐手
- 第11水雷队：雉、雁（日语：雁 (鴻型水雷艇)）
- 附属：青岛方面特别根据地队、首里丸

#### 历任司令长官
1. 野村直邦（日语：野村直邦）中将：1939年11月15日 -
2. 清水光美中将：1940年9月30日 -
3. 杉山六藏（日语：杉山六蔵）中将：1941年7月5日 -
4. 河瀬四郎（日语：河瀬四郎）中将：1941年12月26日 -（青岛特根降格同时转出）

#### 历任参谋长
1. 多田武雄（日语：多田武雄）少将：1939年11月15日 -
2. 金子繁治（日语：金子繁治 (海軍軍人)）少将：1940年8月8日 -
3. 緒方真記少将：1941年5月24日 -
4. 大杉守一（日语：大杉守一）少将：1943年8月20日 -（青岛特根降格同时转出）